# Deadwood Dick
Deadwood Dick è una miniserie a fumetti di sette albi pubblicata da luglio 2018 a gennaio 2019 dalla Sergio Bonelli Editore sotto l'etichetta Audace.
Protagonista della serie è Wiliford, cowboy afroamericano originario del Texas negli anni immediatamente successivi la fine della guerra di Secessione Americana.
La serie adatta i racconti e i romanzi dedicati al personaggio dall'autore Joe R. Lansdale, il quale ha a sua volta tratto ispirazione dalla figura realmente esistita di Nat "Deadwood Dick" Love, uno dei più famosi eroi neri del West.

## Storia editoriale
La miniserie viene presentata a Lucca Comics 2017 come parte della nuova etichetta editoriale Audace diventando poi nell'estate del 2018 il primo progetto pubblicato sotto questo marchio. L'opera adatta, in sette albi, due racconti e un romanzo breve che Joe R. Lansdale ha dedicato alla figura del cow-boy afroamericano tra il 2009 e il 2014 e in coda ai singoli albi viene pubblicata anche un'intervista allo scrittore statunitense realizzata da Seba Pezzani. Successivamente la miniserie è stata ristampata in tre volumi da libreria.
Lansdale e la Bonelli Editore entrano in contatto grazie all'intermediazione di Luca Crovi e l'amore per il fumetto da parte dello scrittore e la conoscenza dei suoi romanzi da parte dell'editore permettono di dare vita ad una collaborazione. La scelta di Deadwood Dick deriva dal non voler attingere al materiale più noto dell'autore di cui esistevano già trasposizioni e dal fatto di appartenere al genere western, al tempo stesso vicino e lontano dalla tradizione editoriale Bonelli e in linea con quella che è l'intenzione dell'etichetta Audace.
Michele Masiero ha affermato che "con Lansdale abbiamo fatto un'operazione di avvicinarci al suo linguaggio [...] alla fine scrivi alla Lansdale, non riporti le sue parole" e che "Per quanto mi riguarda, forse è stata la cosa più divertente che abbia mai sceneggiato (scrivere “alla Lansdale” è un divertimento in sé)". Lo stesso Maurizio Colombo, afferma Pasquale Frisenda, ha utilizzato uno stile narrativo che si rifacesse a quello di Lansdale per integrare al meglio alcune parti non presenti nel racconto originale.

## Trama
Wiliford, un cowboy di colore conosciuto come Deadwood Dick, racconta al lettore alcune storie su di sè, dal perché abbia lasciato il suo paese natio al suo ingresso nell'esercito fino alla sua partecipazione alla seconda battaglia di Adobe Walls al fianco di alcune vere leggende del West come Black Hat Jack, Bat Masterson e Willy Dixon.

## Dick Deadwood
Per la fisionomia del personaggio Pasquale Frisenda  è passata attraverso varie idee in aggiunta ad una descrizione fisica del personaggio e del suo vestiario, ma il risultato finale per quanto riguarda il volto non si è basato su nessun modello in particolare, puntando maggiormente alle necessità del personaggio stesso. Frisenda spiega che gli altri due disegnatori Corrado Mastantuono e Stefano Andreucci sono partiti dal suo studio e lo hanno ulteriormente caratterizzato secondo "la propria e personale ottica, quindi direi che esistono tre versioni distinte di Deadwood Dick".
In un'intervista, alla domanda su che differenze esistessero tra Dick e altre due figure del western a fumetti, Tex e Magico Vento, a livello di raffigurazione,  Frisenda afferma che il cowboy di colore è, tra questi, forse il personaggio più realistico per come vive le sue avventure, con la sua storia pregressa e nel contesto in cui si trova, per cui "Dick può essere raffigurato e rappresentato anche nella maniera più mesta eppure questo non entra in contraddizione con quello che è, e anzi, spesso, necessita di essere ritratto in modi tutt'altro che eroici".

## Personaggi
- Cullen: compagno di viaggio di Dick verso il forte dei Buffalo Soldiers. In seguito alla fine della guerra e alla morte dei suoi padroni e del figlio degli stessi che lui aveva accompagnato al fronte contro i nordisti, Cullen si ritrova libero ma senza più un lavoro. Decide così di arruolarsi di nuovo e anche grazie a Dick ci riesce diventando il cuoco del forte. Di carattere solare e amichevole, Cullen tiene molto all'amicizia di Dick interessandosi dei suoi problemi. Molto rispettoso della memoria dei suoi ex-padroni che serviva come domestico presso la loro casa, ruolo di cui andava orgoglioso, prova una certa nostalgia della sua vita passata[11]. Solo in seguito ad una azione difensiva contro un gruppo di Apache in cui dimostra le sue capacità, Cullen accetta di sostituire il suo titolo di "maggiordomo negro" con quello di "soldato"[12].
- Hatch: colonnello del Nono Cavalleggeri e unico bianco di forte McKavett. Autorevole ma senza eccedere, Hatch non ha pregiudizi nei confronti della sua truppa con cui non si fa problemi a condividere un pasto e a sedere con loro. Stando a ciò che Dick ha notato di lui, una delle cose a cui tiene di più è che non gli si manchi di rispetto[11]. Quando rivede Dick e Cullen fare ritorno al forte dopo essere stati dati per morti a causa degli Apache, li accoglie abbracciandoli, sinceramente felice nel vederli vivi[12].
- Ruggert: un bianco razzista che è la causa della precipitosa fuga di Dick dal suo paese natale. Imbufalito per averlo sorpreso a fissare sua sorella mentre stendeva il bucato, Ruggert insegue Dick a colpi di pistola additandolo come violentatore di donne bianche. Non riuscendolo a catturare, fa ricadere la sua vendetta sul padre di lui impiccandolo durante la notte[11].
- Satana: ribelle cavallo dal manto nero che Dick si ritrova a cavalcare come prova per essere ammesso nel Nono Cavalleggeri e che poi diventa la sua personale cavalcatura, anche dopo aver lasciato l'esercito. Il nome glielo ha dato il cow-boy stesso per via del suo carattere difficile e sempre pronto a causargli fastidi o danni alla sua persona. Secondo Dick ha un fare altezzoso quando si trova in marcia con gli altri destrieri[11]. Nel corso degli anni Dick avrà altre cavalcature che chiamerà tutte "Satana"[12].
- Ruby la Guercia: prostituta che Dick salva da dei banditi che avevano attaccato il suo carro in cui viaggiava con il suo pianista. Dick riesce a eliminare gli aggressori con il suo fucile colpendoli a distanza ma non prima che Ruby sia stata violentata e mutilata di un occhio. Nonostante ciò la donna dopo essere stata liberata trova la forza di spaccare la mascella del  cadavere del suo aguzzino prima di ripartire con Dick verso la sua meta, la città di Nacogdoches. Successivamente quando racconta la storia nei suoi canti agli avventori del bordello descrive il suo salvatore come un bianco; secondo Dick la motivazione sarebbe perché non la scelse come compagna di letto quando il proprietario del bordello gli offrì un giro con le sue donne[13].
- Cramp: anziano nero che Dick incontra nel deserto, ferito, bloccato sotto il suo cavallo morto e inseguito da un gruppo di uomini che gli danno la caccia. Dal carattere sagace e sarcastico sempre con la battuta pronta, sapendo che non sarebbe sopravvissuto a lungo chiede a Dick di seppellirlo in terra consacrata[13]. Prima di ricevere giusta sepoltura, il suo corpo subisce le angherie degli abitanti di "Hide and Horns" che in precedenza avevano perduto i loro soldi contro di lui giocando d'azzardo, e che era stato il motivo all'origine dell'inseguimento che lo ha condotto alla morte[14].
- Le "Sally": un gruppo di donne cinesi che Dick incontra alle prime propaggini del paese "Hide and Horns" insieme a un uomo che si fa passare per il padre di una di loro[13], in realtà loro aguzzino che le obbliga a prostituirsi[14]. Ad eccezione di una di loro, le Sally non sono di bell'aspetto e una ha addirittura una gamba di legno ma dimostrano gentilezza e simpatia nei confronti di Dick che ha preso le difese della loro compagna menomata[13] e le ha poi liberate dal loro padrone, morto negli scontri tra Dick e gli abitanti del paese[14]. Dopo la furiosa lotta, l'uomo ha passato la notte con ciascuna di loro prima di aiutarle a lasciare la città su un carro per dirigersi a San Francisco. Prima che le loro strade si separino, le Sally donano al pistolero un ultimo regalo, un bracciale portafortuna[14].
- Brody: un ragazzino nero di "Hide and Horns" reso guercio da un occhio come punizione per un fatto, spiare una donna bianca, in realtà non commesso. Durante lo scontro tra Dick e gli abitanti, mostra a Dick una entrata segreta per arrivare alle spalle dei suoi nemici asserragliatisi nel saloon e facendo da diversivo per attirare la loro attenzione altrove. Il giorno della partenza di Dick e delle Sally, Brody viene condotto da loro dopo essere picchiato dalle donne degli uomini uccisi dal pistolero; dopo un ultimo scambio di colpi, parte con loro venendo poi accolto dal gruppo di donne cinesi[14].
- Black Hat Jack: noto uomo della frontiera, cacciatore di bisonti e migliore amico di Dick. Uomo d'azione, esperto e saggio, dotato di una certa capacità dialettica, non ha pregiudizi nei confronti di neri o indiani, capendo le ragioni di quelli tra loro che ce l'hanno con i bianchi che cacciano i bisonti, è la ragione che ha portato Dick presso il paese di Adobe Walls, dovendo incontrare dei suoi colleghi cacciatori. Deve il suo soprannome al cappello nero che indossa[15]. Sopravvissuto alla battaglia di Adobe Walls, muore durante un successivo attacco da parte dei Kiowa, che lo feriscono a morte, lanciandosi contro di loro per permettere a Dick e a Millie di riuscire a salvarsi. Anni dopo Dick tornerà sul luogo della sua morte alla ricerca dei suoi resti per seppellirli e conficcare una lapide con su scritto il suo nome[16].
- Millie: donna che giunge ad Adobe Walls con il fratello Zeke in pieno assedio delle forze indiane. Viene salvata da Dick in un gesto temerario, non prima che Zeke perda la vita cadendo da cavallo, abbattuto dagli assalitori. Abile e coraggiosa, Millie ha un carattere forte e anche sfacciato, sapendo stare al passo con gli altri cacciatori di bisonti, combattendo per la sua vita insieme agli altri[17]. Stringe una forte complicità con il suo salvatore[17] e dopo il ritiro delle forze indiane decide di proseguire con lui e Jack invece che con la carovana degli altri cacciatori, sviluppandosi in una relazione sentimentale che però non si concretizza dopo che i due escono dal territorio indiano. Con grande rammarico Dick decide infatti di lasciarla presso una piccola città in cui sono giunti, giustificandosi che fosse il meglio per lei[16].
- I buffalo hunters di Adobe Walls: gruppo di cacciatori variegato e dal senso dell'umorismo nero con cui Dick e Black Hat avevano appuntamento nel villaggio di Adobe Walls. Dopo un iniziale attrito, soprattutto con l'uomo chiamato Jimmy "Il sudista", Dick stringe con tutti loro un legame di amicizia e complicità, combattendo al loro fianco nell'assedio con cui le forze unite di diverse tribù indiane guidate da Quanah Parker cingono il piccolo paese. Tra i cacciatori ci sono autentiche personalità della frontiera come Bat Masterson e Willy Dixon, che spara l'ultimo colpo della battaglia, abbattendo con un tiro incredibile del suo fucile sharps il capo comanche Buffalo Hump[15][17].
- Happy Collins: uomo che viene accolto da Dick tra gli assediati di Adobe Walls durante l'attacco indiano[15]. Originario di Nacogdoches, Happy visse per molti anni presso i Cheyenne adottando il nome indiano "Ho-una-mano-nei-capelli", divenendo persino genero del capo White Shield. A causa della decisione di Quanah Parker di attaccare Adobe Walls si è visto costretto ad abbandonare la sua famiglia per aver salva la vita, divenendo così un'importante fonte di informazioni sulle intenzioni degli attaccanti per i cacciatori e Dick, con cui stringe amicizia, e oggetto di continue battute basate sullo storpiamento del suo nome indiano[15][17]. È l'unico dei partecipanti alla battaglia che Dick rincontra anni dopo la medesima, durante il periodo in cui è vice marshall per il giudice Isaac Parker, trovandolo reintegrato nella società bianca[16].

## Pubblicazioni
Tutti i soggetti degli albi sono stati realizzati da Joe R. Lansdale. Le copertine sono realizzate da Corrado Mastantuono. Gli albi sono anche i primi della rinnovata collana Orient Express.
| Nr | Data albo      | Titolo albo               | Data volume    | Titolo volume                            | Sceneggiatura    | Disegni             | Opera originale                |
| -- | -------------- | ------------------------- | -------------- | ---------------------------------------- | ---------------- | ------------------- | ------------------------------ |
| 1  | luglio 2018    | Nero come la notte        | settembre 2018 | Nero come la notte, rosso come il sangue | Michele Masiero  | Corrado Mastantuono | Vita da soldati (racconto)     |
| 2  | agosto 2018    | Rosso come il sangue      | settembre 2018 | Nero come la notte, rosso come il sangue | Michele Masiero  | Corrado Mastantuono | Vita da soldati (racconto)     |
| 3  | settembre 2018 | Fra il Texas e l'Inferno! | febbraio 2019  | Fra il Texas e l'Inferno!                | Maurizio Colombo | Pasquale Frisenda   | Hide and Horns (racconto)      |
| 4  | ottobre 2018   | Il piombo e la carne      | febbraio 2019  | Fra il Texas e l'Inferno!                | Maurizio Colombo | Pasquale Frisenda   | Hide and Horns (racconto)      |
| 5  | novembre 2018  | Black Hat Jack            | marzo 2020     | Black Hat Jack                           | Mauro Boselli    | Stefano Andreucci   | Black Hat Jack (romanzo breve) |
| 6  | dicembre 2018  | L'assedio di Adobe Walls  | marzo 2020     | Black Hat Jack                           | Mauro Boselli    | Stefano Andreucci   | Black Hat Jack (romanzo breve) |
| 7  | gennaio 2019   | Vento di morte            | marzo 2020     | Black Hat Jack                           | Mauro Boselli    | Stefano Andreucci   | Black Hat Jack (romanzo breve) |